# Japón en la Copa Mundial de Rugby de 2003
La Selección de rugby de Japón fue uno de los 20 participantes de la Copa Mundial de Rugby de 2003 que se realizó en Australia.
Fue la quinta participación de los Cherry Blossoms en la Copa Mundial de Rugby.

## Plantel
| Nombre             | Posición       | Club                       |
| ------------------ | -------------- | -------------------------- |
| Masao Amino        | hooker         | NEC Green Rockets          |
| Masaaki Sakata     | hooker         | Suntory Sungoliath         |
| Shin Hasegawa      | pilar          | Suntory Sungoliath         |
| Masahiko Toyoyama  | pilar          | Toyota Industries Shuttles |
| Masahito Yamamoto  | pilar          | Toyota Verblitz            |
| Ryō Yamamura       | pilar          | Kanto Gakuin University    |
| Hajime Kiso        | segunda línea  | Yamaha Júbilo              |
| Koichi Kubo        | segunda línea  | Yamaha Júbilo              |
| Adam Parker        | segunda línea  | Toshiba Brave Lupus        |
| Hiroyuki Tanuma    | segunda línea  | Suntory Sungoliath         |
| Naoya Okubo        | ala            | Suntory Sungoliath         |
| Ryota Asano        | ala            | NEC Green Rockets          |
| Takuro Miuchi (c.) | ala            | NEC Green Rockets          |
| Yasunori Watanabe  | ala            | Toshiba Brave Lupus        |
| Takahiro Hayano    | ala            | Suntory Sungoliath         |
| Takeomi Ito        | Número 8       | Kobelco Steelers           |
| Yuya Saito         | Número 8       | Colomiers                  |
| Yuji Sonoda        | medio scrum    | Kobelco Steelers           |
| Takashi Tsuji      | medio scrum    | NEC Green Rockets          |
| Keiji Hirose       | medio apertura | Toyota Industries Shuttles |
| Andrew Miller      | medio apertura | Kobelco Steelers           |
| George Konia       | centro         | NEC Green Rockets          |
| Yukio Motoki       | centro         | Kobelco Steelers           |
| Hideki Nanba       | centro         | Toyota Industries Shuttles |
| Reuben Parkinson   | centro         | Munakata Sanix Blues       |
| Junichi Hojo       | wing           | Suntory Sungoliath         |
| Toru Kurihara      | Wing           | Suntory Sungoliath         |
| Daisuke Ohata      | wing           | Kobelco Steelers           |
| Hirotoki Onozawa   | wing           | Suntory Sungoliath         |
| Tsutomu Matsuda    | zaguero        | Toshiba Brave Lupus        |
| Takashi Yoshida    | zaguero        | Suntory Sungoliath         |

## Participación

### Grupo B
| Equipo         | Gan. | Emp. | Per. | A favor | En contra | Extra | Puntos |
| -------------- | ---- | ---- | ---- | ------- | --------- | ----- | ------ |
| Francia        | 4    | 0    | 0    | 204     | 70        | 4     | 20     |
| Escocia        | 3    | 0    | 1    | 102     | 97        | 2     | 14     |
| Fiyi           | 2    | 0    | 2    | 98      | 114       | 2     | 10     |
| Estados Unidos | 1    | 0    | 3    | 86      | 125       | 2     | 6      |
| Japón          | 0    | 0    | 4    | 79      | 163       | 0     | 0      |
| 11 de octubre | Escocia | 32 - 11 | Japón | Dairy Farmers Stadium, Townsville |  |

| 15 de octubre | Francia | 51 - 29 | Japón | Dairy Farmers Stadium, Townsville |  |

| 23 de octubre | Fiyi | 41 - 13 | Japón | Dairy Farmers Stadium, Townsville |  |

| 27 de octubre | Japón | 26 - 39 | Estados Unidos | Central Coast Stadium, Gosford |  |